# Linguistische Variable
Eine linguistische Variable ist in der Soziolinguistik und in der Dialektologie eine Einheit mit zwei oder mehr Varianten, die von Sprechern abhängig von Alter, Geschlecht, sozioökonomischem Status oder Situation verwendet werden. So variiert z. B. die Aussprache von /h/ am Anfang von Wörtern im britischen Englisch abhängig von der sozialen Schicht: Je höher die soziale Schicht, desto wahrscheinlicher ist, dass Sprecher /h/ aussprechen. Das /h/-dropping ist ein Merkmal der Arbeiterklasse in England.

## Beispiele für linguistische Variablen

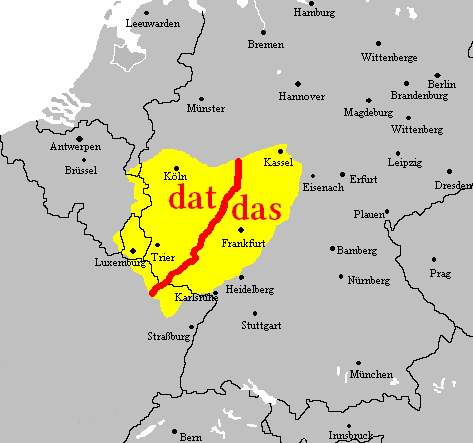
Beispiel einer Isoglosse: Dat-das-Linie in Deutschland

Eine klassische soziolinguistische Studie, in der eine linguistische Variable untersucht wurde, ist eine Studie des Linguisten William Labov zur Verwendung eines r-Lautes in New York, der am Ende eines Wortes entweder als /r/ oder gar nicht ausgesprochen werden kann (zero). Die Studie zeigte, dass die Verwendung der Variablen (r) vom Prestige des Kaufhauses und damit von der typischen sozialen Schicht der Kunden abhing: Verkäufer in den Kaufhäusern mit Kunden höherer sozialer Schichten verwendeten /r/ häufiger.
Deutsche Beispiele für linguistische Variablen sind die Aussprache des Konsonanten am Wortanfang von China als [ˈçiːnaː], [ˈʃiːnaː] oder [ˈkiːnaː] oder die Verwendung von dat oder das in deutschen Dialekten.
Neben Lauten als linguistische Variablen werden auch Flexionsformen und in der Dialektologie vor allem der Wortschatz untersucht. Dabei wird gefragt, welche Wortformen in verschiedenen Gegenden für einen Begriff stehen. In einem Sprachatlas werden die Gebiete unterschiedlicher Ausprägung einer linguistischen Variablen durch Isoglossen abgegrenzt.